# Niccolò I. Ludovisi
Niccolò I. Ludovisi, italijanski plemič, * 1613, † 25. december 1664.
Med letoma 1634 in 1664 je bil princ Piombinoja.
1. ↑  Archivio di Autorità del Museo Galileo
2. ↑  MAK
3. ↑  Enciclopedia di Roma